# Clasterosphaeria cyperi
Clasterosphaeria cyperi är en svampart som beskrevs av Sivan. 1984. Clasterosphaeria cyperi ingår i släktet Clasterosphaeria och familjen Magnaporthaceae.   Inga underarter finns listade i Catalogue of Life.